# Elecciones provinciales de La Rioja (Argentina) de 1983
Las elecciones generales de la provincia de La Rioja de 1983 tuvieron lugar le 30 de octubre del mencionado año con el objetivo de restaurar las instituciones constitucionales de la provincia después de más de siete años de la dictadura militar autodenominada Proceso de Reorganización Nacional, instaurada en 1976. Tuvieron lugar al mismo tiempo que las elecciones presidenciales y legislativas a nivel nacional.
Con una participación altísima del 89.31% del padrón registrado, Carlos Menem, del Partido Justicialista (PJ), el último gobernador constitucional antes del golpe de 1976, recuperó la gobernación con una resonante victoria, incluso mayor que la anterior, recibiendo el 56.51% de los votos contra el 39.87% del principal partido opositor, la Unión Cívica Radical (UCR). El justicialismo obtuvo también una abrumadora mayoría absoluta de dos tercios en la Legislatura Provincial, con 21 de los 26 escaños. Esto le permitiría posteriormente a Menem modificar la constitución provincial, y acceder a la reelección.
Los cargos electos asumieron el 10 de diciembre de 1983, en conjunto con las autoridades nacionales. El período 1983-1987 marcó la primera ocasión desde la década de 1920 en la que cohabitaron un gobernador y un presidente de distinto partido político.

## Reglas electorales

### Cargos a elegir
La elección se realizó bajo el texto constitucional sancionado en 1855 y modificado en 1866, siendo las últimas elecciones realizadas bajo aquella reforma. La ley electoral entonces vigente establecía los cargos a elegir.
- Gobernador y Vicegobernador electos en fórmula única por voto directo de los ciudadanos de la provincia a simple pluralidad de sufragios.
- 26 diputados provinciales, elegidos mediante un sistema mixto que combina el escrutinio mayoritario uninominal con la representación proporcional por listas mediante sistema d'Hondt, con los dieciocho departamentos que componen la provincia como distritos electorales. Representados por solo un diputado, quince departamentos elegirían a su representante por simple mayoría de sufragios, mientras que los otros tres (Capital, Chilecito y Rosario Vera Penaloza) elegirían a sus diputados por medio del voto proporcional.[3]

### Renovación legislativa
Dado que la constitución provincial riojana establece una elección escalonada de los diputados, en esta ocasión el poder legislativo se eligió en su totalidad, pero de los 26 diputados, 13 cumplirían un mandato acortado de dos años hasta la renovación de medio término de 1985, mientras que los otros 13 cumplirían el mandato completo.
| Departamento           | Diputados | 1983-1985 | 1983-1987 |
| ---------------------- | --------- | --------- | --------- |
| Ángel V. Peñaloza      | 1         | —         | 1         |
| Arauco                 | 1         | —         | 1         |
| Belgrano               | 1         | —         | 1         |
| Capital                | 6         | 3         | 3         |
| Castro Barros          | 1         | 1         | —         |
| Chilecito              | 3         | 1         | 2         |
| Facundo Quiroga        | 1         | 1         | —         |
| Famatina               | 1         | 1         | —         |
| Gobernador Gordillo    | 1         | 1         | —         |
| Independencia          | 1         | —         | 1         |
| Lamadrid               | 1         | —         | 1         |
| Lavalle                | 1         | 1         | —         |
| Ocampo                 | 1         | —         | 1         |
| Rosario Vera Peñaloza  | 2         | 2         | —         |
| San Blas de los Sauces | 1         | —         | 1         |
| San Martín             | 1         | —         | 1         |
| Sanagasta              | 1         | 1         | —         |
| Sarmiento              | 1         | 1         | —         |
| Total                  | 26        | 13        | 13        |

## Candidaturas
Tras el comienzo de la transición democrática, Carlos Menem, gobernador en ejercicio antes del golpe, buscó nuevamente la presidencia del justicialismo riojano luego de varios años de exilio interno forzoso durante el gobierno militar. Perteneciendo al sector renovador del peronismo, Menem configuró una línea interna propia dentro del Partido Justicialista (PJ) de La Rioja, "Lealtad y Unidad", integrada por numerosos sectores que a nivel nacional manifestaban divergencias. Con esta lista obtuvo abrumadoramente la conducción del justicialismo provincial y la candidatura a gobernador para el período 1983-1987, reforzado por su gestión previa entre 1973 y 1976. Por su parte, la Unión Cívica Radical (UCR) celebró una elección interna a principios de año entre las dos corrientes principales del partido, la Línea Nacional que había dominado el radicalismo hasta la muerte de Ricardo Balbín en 1981, y el Movimiento de Renovación y Cambio (MRC), que conducía Raúl Alfonsín. En dicha interna el balbinista Raúl Galván obtuvo la candidatura gubernativa tras relegar al segundo puesto al alfonsinismo local, liderado por Enrique Peñaloza Camet. A nivel nacional el panorama de ambos partidos fue completamente distinto: el peronista ortodoxo Ítalo Lúder fue el candidato presidencial del PJ, mientras que Raúl Alfonsín obtuvo la candidatura radical luego de la declinación del precandidato balbinista Fernando de la Rúa. De este modo, la elección riojana destacó por el hecho de que ninguno de los dos principales contendientes provenía de la corriente nacional mayoritaria de su partido.

## Resultados

### Gobernador y Vicegobernador
|  | 56.51 % |

|  | 39.87 % |

|  | 1.85 % |

|  | 1.20 % |

|  | 0.35 % |

|  | 0.22 % |

|  | 93.15 % |

|  | 5.25 % |

|  | 1.60 % |

|  | 100.00 % |

|  | 89.31 % |

### Legislatura Provincial

Resultados por departamentos.

|  | 56.24 % |

|  | 39.40 % |

|  | 2.30 % |

|  | 0.69 % |

|  | 0.54 % |

|  | 0.47 % |

|  | 0.25 % |

|  | 0.11 % |

|  | 90.12 % |

|  | 8.15 % |

|  | 1.73 % |

|  | 100.00 % |

|  | 89.31 % |

#### Electos
| Departamento           | Diputado                  | Mandato   |
| ---------------------- | ------------------------- | --------- |
| Ángel V. Peñaloza      | Raúl A. Zapata            | 1983-1987 |
| Arauco                 | Ramón Reyes Quinteros     | 1983-1987 |
| Belgrano               | Carlos A. Romero          | 1983-1987 |
| Capital                | Carlos A. Busleiman       | 1983-1987 |
| Capital                | Ramón R. Gudiño           | 1983-1987 |
| Capital                | Omar J. Rodríguez         | 1983-1987 |
| Capital                | Celia F. Sánchez          | 1983-1985 |
| Capital                | José O. Vega Aciar        | 1983-1985 |
| Capital                | Francisco César Gordillo  | 1983-1985 |
| Castro Barros          | Zenón N. Bazán            | 1983-1985 |
| Chilecito              | Julián C. Juárez          | 1983-1985 |
| Chilecito              | Miguel A. Morales         | 1983-1987 |
| Chilecito              | Víctor A. Pedernera       | 1983-1987 |
| Facundo Quiroga        | Pedro I. Escudero         | 1983-1985 |
| Famatina               | Luis Beder Herrera        | 1983-1985 |
| Gobernador Gordillo    | Carlos Omar Menem         | 1983-1985 |
| Independencia          | José López                | 1983-1987 |
| Lamadrid               | Jorge W. Brizuela         | 1983-1987 |
| Lavalle                | Eusebio N. Paéz           | 1983-1985 |
| Ocampo                 | Rolando D. Tello          | 1983-1987 |
| Rosario Vera Peñaloza  | Juan Carlos Vega          | 1983-1985 |
| Rosario Vera Peñaloza  | Jorge Raúl Yalis          | 1983-1985 |
| San Blas de los Sauces | Osvaldo Jesús Scartezzini | 1983-1987 |
| San Martín             | Alejandro Raúl Falcón     | 1983-1987 |
| Sanagasta              | Alfonso E. Romero         | 1983-1985 |
| Sarmiento              | Honorio Rodríguez         | 1983-1985 |

### Elecciones municipales
| Municipio                    | Intendente electo | Partido | Partido               |
| ---------------------------- | ----------------- | ------- | --------------------- |
| La Rioja/Capital             | Sergio Grimaux    |         | Partido Justicialista |
| Chilecito                    | Lázaro Fonzalida  |         | Partido Justicialista |
| Arauco                       |                   |         | Partido Justicialista |
| Gordillo                     |                   |         | Partido Justicialista |
| Rosario Vera Peñaloza        |                   |         | Partido Justicialista |
| Coronel Felipe Varela        |                   |         | Partido Justicialista |
| General Belgrano             |                   |         | Partido Justicialista |
| General Ocampo               |                   |         | Partido Justicialista |
| Famatina                     |                   |         | Partido Justicialista |
| General San Martín           |                   |         | Partido Justicialista |
| Castro Barros                |                   |         | Partido Justicialista |
| General Juan Facundo Quiroga |                   |         | Partido Justicialista |
| San Blas de los Sauces       |                   |         | Partido Justicialista |
| General Ángel V. Peñaloza    |                   |         | Unión Cívica Radical  |
| Vinchina                     |                   |         | Partido Justicialista |
| Independencia                |                   |         | Partido Justicialista |
| Sanagasta                    |                   |         | Partido Justicialista |
| General Lamadrid             |                   |         | Partido Justicialista |